# Szerelempróba (film)
A Szerelempróba (eredeti cím: Fireproof) egy 2008-ban bemutatott amerikai filmdráma Alex Kendrick rendezésében. A film a 2008-as év legsikeresebb független filmjévé vált az Egyesült Államokban a közel 33,5 millió dolláros bevételével.

## Cselekmény
|  | Alább a cselekmény részletei következnek! |

A film egy zátonyra futott házasság történetét tárja elénk. Caleb és Catherine több mint hét éve házasodtak össze, azonban a mindennapok komoly éket vertek kapcsolatukba. A tűzoltóként életét másokért kockáztató Caleb-et házasságában gúzsba kötik a saját hiúságából fakadó elvárások, valamint az interneten kiélt kísértések. Mindeközben Cathrine saját karrierjét építi. Az egykor boldog párt reménytelenül eltávolították egymástól a karrierrel, a házimunkával és az anyagiakkal kapcsolatos viták.
Egy heves veszekedés nyomán mindketten a házasság felbontása mellett sorakoztatják az érveket. Miközben elindítják a válási procedúrát, Caleb apja arra kéri fiát, tegyen még egy utolsó próbát a számára szent intézmény megmentésére. Átadja fia számára a "Merj szeretni"-program kézikönyvét, melyet ő maga írt. Ennek nyomán negyven nap áll Caleb rendelkezésére, hogy lépésről lépésre kísérletet tegyen a párkapcsolat rendezésére. Ezt nehezíti, hogy felesége egy fiatal orvossal keveredik egy kibontakozó románcba.
A film Caleb útkeresését tárja elénk, bemutatva, hogyan talál rá mindeközben Istenre és a hitre, mely alapjaiban változtatja meg életét.
Mindössze megtalált hitének, kitartásának és a szeretet újraértelmezésének köszönhető, hogy megkeseredett felesége, aki eleinte teljes elutasításban részesíti, fokozatosan felismeri, hogy az igaz szeretet nem a testi kísértésben keresendő.
"Amerikában támadják, gyengítik és megpróbálják újradefiniálni a házasságot. Ez a film arról szól, hogy a házasságot tisztelni kell, és érdemes érte küzdeni. A házasság a társadalom tartópillére; ha összeomlik, a család és a közösség omlik össze. Istennek terve van a házassággal; ezt a tervet szeretnénk újra méltó módon felmutatni." – nyilatkozta a filmről annak rendezője.

## Fontosabb díjak és jelölések
2009 San Antonio Független Keresztény Filmfesztivál
- Legjobb film

2009 The Dove Foundation Crystal Seal Awards
- Legjobb dráma

17. Movieguide Hit és Érték Díjátadó gála
- $100,000 Epiphany Prize